# ديزي بيفان
ديزي بيفان (بالإنجليزية: Daisy Bevan)‏ هي ممثلة بريطانية، ولدت في 1992.

## وصلات خارجية
- ديزي بيفان على موقع IMDb (الإنجليزية)
- ديزي بيفان على موقع ألو سيني (الفرنسية)
- ديزي بيفان على موقع أول موفي (الإنجليزية)
- ديزي بيفان على موقع قاعدة بيانات الفيلم (الإنجليزية)
- ديزي بيفان على موقع كينوبويسك (الروسية)